# 古屋敷悠
古屋敷 悠（ふるやしき ゆう、1989年 - ）は日本の俳優。長野県出身。前事務所は株式会社エコーズ。ハセガワアユム主宰の演劇ユニット「MU」（ムー）の元メンバー。現在はフリー。

## 出演作品

### 舞台
- 『Dramatic Dancing!』（こちらスーパーうさぎ帝国）[1]
- 『元気で行こう絶望するな、では失敬』（パラドックス定数）[1]
- 『死なない男は棺桶で二度寝する』（ポップンマッシュルームチキン野郎）[1]
- 『よ〜いドン!!死神くん』（ポップンマッシュルームチキン野郎）[1][4]
- 『林檎ト大地ノ黙示録』（リジッタ―企画）[1]
- 『少年は銃を抱く』（MU）[2]
- 『狂犬百景』（MU）[1]
- 『丘の上、ただひとつの家』（鵺的）[5]
- 『ナイゲン（全国版）』（アガリクスエンターテイメント）[2]
- 「BANANA FISH」The Stage -前編-（2021年）
- 「BANANA FISH」The Stage -後編-（2022年）
- 「チェンソーマン」ザ・ステージ　(2023年)
- 『OTHELLO SC』 (2024年)
- 『人狼TLPTO（オービット）Ⅳ』（2024年）
- 『ミセスフィクションズのファッションウィーク』（2024年）
- 『人狼TLPTO（オービット）V』（2024年）[6]
- 『MACBETH SC』（2024年）[7]
- 『二十歳の集い』（2025年）[8]
- 『学芸員 鎌目志万とダ・ヴィンチ・ノート』（2025年）[9]
- 『人狼TLPT O Ⅵ CRUISE』（2025年公演予定）[10]

### テレビドラマ
- バイプレイヤーズ 〜もしも6人の名脇役がシェアハウスで暮らしたら〜（2017年1月14日、テレビ東京） - 本人 役
- 読売テレビ　木曜ドラマ「婚活刑事」第11話、12話
- テレビ東京 「嫌われ捜査官　音無一六SP」
- テレビ東京 「バイプレイヤーズ」
- フジテレビ 世にも奇妙な物語 春の特別編 (2017年) 「カメレオン俳優」
- 日本テレビ　「今日から俺は！」
- フジテレビ　「SUITS/スーツ」

### アニメ
- ムズムズエイティーン（NHK） - ツバサ 役[11][12]

### CM
- 南日本酪農協同『愛のスコール』[1]

### 映画
- 森弘治（現代美術家）制作映像作品『case study( 仮)』
- 『NOW　HERE』（監督　松本浩志）
- 『ミロール』（監督　ハセガワアユム）
- 『裏切り』（監督　ハセガワアユム）
- 『サイン』　（監督　ハセガワアユム）

### ナレーション
- Amazon Audible作品
  - レイモンド・チャンドラー作・村上春樹訳
    - 『大いなる眠り』
    - 『さよなら、愛しい人』
    - 『水底の女』
    - 『プレイバック』

  - ケン・リュウ作・古沢嘉通訳
    - 『草を結びて環をくわえん』

  - ダヴィド・ラーゲルクランツ作・ヘレンハルメ美穂訳
    - 『ミレニアム』シリーズ
      - 4『蜘蛛の巣を払う女』
      - 5『復讐の炎を吐く女』
      - 6『死すべき女』